# Palatinato-Birkenfeld-Bischweiler
Il Palatinato-Birkenfeld-Bischweiler (Pfalz-Birkenfeld-Bischweiler) o Ducato di Birkenfeld-Bischweiler) (Herzogtum Birkenfeld-Bischweiler) fu uno stato del Sacro Romano Impero dipendente formalmente dal Palatinato di Baviera. Esso si basava essenzialmente sul territorio attorno alla capitale, Bischwiller, a nord-est della Francia.

## Storia
Il Palatinato-Birkenfeld-Bischweiler venne derivato dalla divisione del Palatinato-Zweibrücken-Birkenfeld nel 1600 per Cristiano I, figlio minore del conte palatino Carlo I. Nel 1654 lo stato venne diviso in se stesso e nel Palatinato-Birkenfeld-Gelnhausen. Nel 1671 il conte palatino Cristiano II ereditò il Palatinato-Zweibrücken-Birkenfeld e questo stato cessò di esistere.

## Duchi di Birkenfeld-Bischweiler
- Cristiano I (1600 - 1654)
- Cristiano II (1654 - 1671)